# 82P/Gehrels
82P/Gehrels, indicata anche come cometa Gehrels 3, è una cometa periodica del Sistema solare, scoperta da Tom Gehrels il 27 ottobre 1975 dall'osservatorio di Monte Palomar.
L'orbita attualmente seguita dalla cometa l'ha portata nel 1970 a transitare a sole 0,0014 UA da Giove. Alcuni studiosi hanno avanzato l'ipotesi che la cometa sia stata catturata dal gigante gassoso ed abbia orbitato attorno ad esso per qualche tempo. Un comportamento simile è stato determinato anche per altre comete, ad esempio 111P/Helin-Roman-Crockett e 147P/Kushida-Muramatsu, tutte classificate come QHC (quasi-Hilda comets), ossia comete con elementi orbitali simili a quelli degli asteroidi appartenenti alla famiglia di Hilda.